# Weirton
Weirton é uma cidade localizada no estado norte-americano de Virgínia Ocidental, no Condado de Brooke e Condado de Hancock.

## Demografia
Segundo o censo norte-americano de 2000, a sua população era de 20.411 habitantes.
Em 2006, foi estimada uma população de 19.250, um decréscimo de 1161 (-5.7%).

## Geografia
De acordo com o United States Census Bureau tem uma área de
49,9 km², dos quais 46,3 km² cobertos por terra e 3,6 km² cobertos por água. Weirton localiza-se a aproximadamente 354 m acima do nível do mar.
Weirton está localizada nas coordenadas N 40.41, W 80.58. Estende-se da fronteira com o Ohio a oeste até à fronteira com a Pensilvânia a leste, num local onde a Virgínia Ocidental tem apenas 8 km de largura. É por isso uma das duas cidades dos Estados Unidos que faz fronteira com dois estados em dois lados diferentes, sendo a outra Hancock (Maryland).
Weirton é banhada pelo rio Ohio e fica frente a Steubenville, Ohio, a cerca de 50 km a oeste de Pittsburgh, Pensilvânia.

## Localidades na vizinhança
O diagrama seguinte representa as localidades num raio de 12 km ao redor de Weirton.